# 庫夫施泰因縣
庫夫施泰因縣（德語：Bezirk Kufstein）是奧地利蒂羅爾州的一個縣，位於該州的東北部，北鄰德國巴伐利亞州。面積969.90平方公里。2001年人口93,702人。縣治庫夫施泰因。
下分30個市镇，其中3个城市，2集镇，25个普通市镇。